# آستین گریهاوند
آستین گریهاوند (به انگلیسی: Austin Greyhound) یک هواپیمای ساختِ کارخانهٔ آستین موتور در کشور بریتانیا است.